# Лудвиг Август фон Саксония-Кобург и Гота
Лудвиг Август Мари Еудес фон Саксония-Кобург и Гота (на немски: Ludwig August Marie Eudes Prinz von Sachsen-Coburg und Gotha; * 9 август 1845 в дворец Йо, Франция; † 14 септември 1907 в Карлсбад/Карлови Вари, Чехия) е принц от католическата линия Сакс-Кобург-Кохари на Саксония-Кобург и Гота и императорски бразилски адмирал. Брат е на Фердинанд I (1861 – 1948), български цар (1887 – 1918).
Той е вторият син на херцог Август фон Саксония-Кобург и Гота (1818 – 1881) и съпругата му френската принцеса Клементина Орлеанска (1817 – 1907), дъщеря на френския крал Луи-Филип (1773 – 1850) и принцеса Мария-Амалия Бурбон-Неаполитанска (1782 – 1866).
Братята му са Филип (1844 – 1921), и Фердинанд I (1861 – 1948), български цар (1887 – 1918).
Лудвиг Август получава образование по морето. След женитбата си става адмирал на Бразилия. След свалянето на бразилската монархия през 1889 г. той служи в австро-унгарската марина.
Той е погребан със съпругата му в гробницата Кохари в църквата Св. Аугустин в Кобург.
Неговите два сина известно време са претенденти за императорския бразилски трон.

## Фамилия
Лудвиг Август фон Саксония-Кобург и Гота се жени на 15 декември 1864 г. в Рио де Жанейро за принцеса инфанта Леополдина Тереза Франциска Каролина Микаела Габриела Рафаела Гонзага де Браганца (* 13 юли 1847, Рио де Жанейро; † 7 февруари 1871, Виена), дъщеря на Педро II (1825 – 1891), император на Бразилия, и Тереза Кристина Бурбонска, принцеса на Двете Сицилии (1822 – 1889), дъщеря на крал Франческо от Двете Сицилии (1777 – 1830) и инфанта Мария Изабел от Испания (1789 – 1848). Те имат четири сина:
- Петер Август Лудвиг Мария Михаел Габриел Рафаел Гонзага (* 19 март 1866, Рио де Жанейро; † 6 юли 1934, Виена), неженен
- Август Леополд Филип Мария Михаел Габриел Рафаел Гонзага (* 7 декември 1867, Рио де Жанейро; † 11 октомври 1922, Шладминг), претендент за бразилския трон, женен на 30 май 1894 г. във Виена за ерцхерцогиня Каролина Мария Имакулата Йозефа Фердинанда Терезия Леополдина Антоанета Франциска Изабела Луиза Януария Кристина Бенедикта Лауренция Юстинана от Австрия, принцеса на Тоскана (* 5 септември 1869, Алт-Мюнстер; † 12 май 1945, Будапеща), имат осем деца
- Йозеф Фердинанд Франц Мария Михаел Габриел Рафаел Гонзага (* 21 май 1869, Петрополис или Рио де Жанейро; † 13 август 1888, Винер Нойщат), неженен
- Лудвиг Гастон Клеменс Мария Михаел Габриел Рафаел Гонзага фон Саксония-Кобург и Гота (* 15 септември 1870 в дворец Ебентал, Долна Австрия; † 23 януари 1942 в Инсбрук), женен I. на 1 май 1900 г. в Мюнхен за принцеса Матилда Баварска (* 17 август 1877, Вила Амзее при Линдау; † 6 август 1906, Давос), дъщеря на последния баварски крал Лудвиг III Баварски (1845 – 1921), II. на 30 ноември 1907 г. в Бишофщайнитц за графиня Мария Анна фон и цу Траутмансдорф-Вайнсберг (* 27 май 1873, Обер-Валтерсдор; † 24 юли 1948, Кобург)